# Technics
Technics ist wie Panasonic und National einer der Handelsnamen bzw. eine der Handelsmarken der in Kadoma (Präfektur Osaka) ansässigen japanischen Panasonic Corporation, die bis zur Umbenennung 2008 Matsushita Electric Industrial Co. Ltd. hieß.

## Geschichte

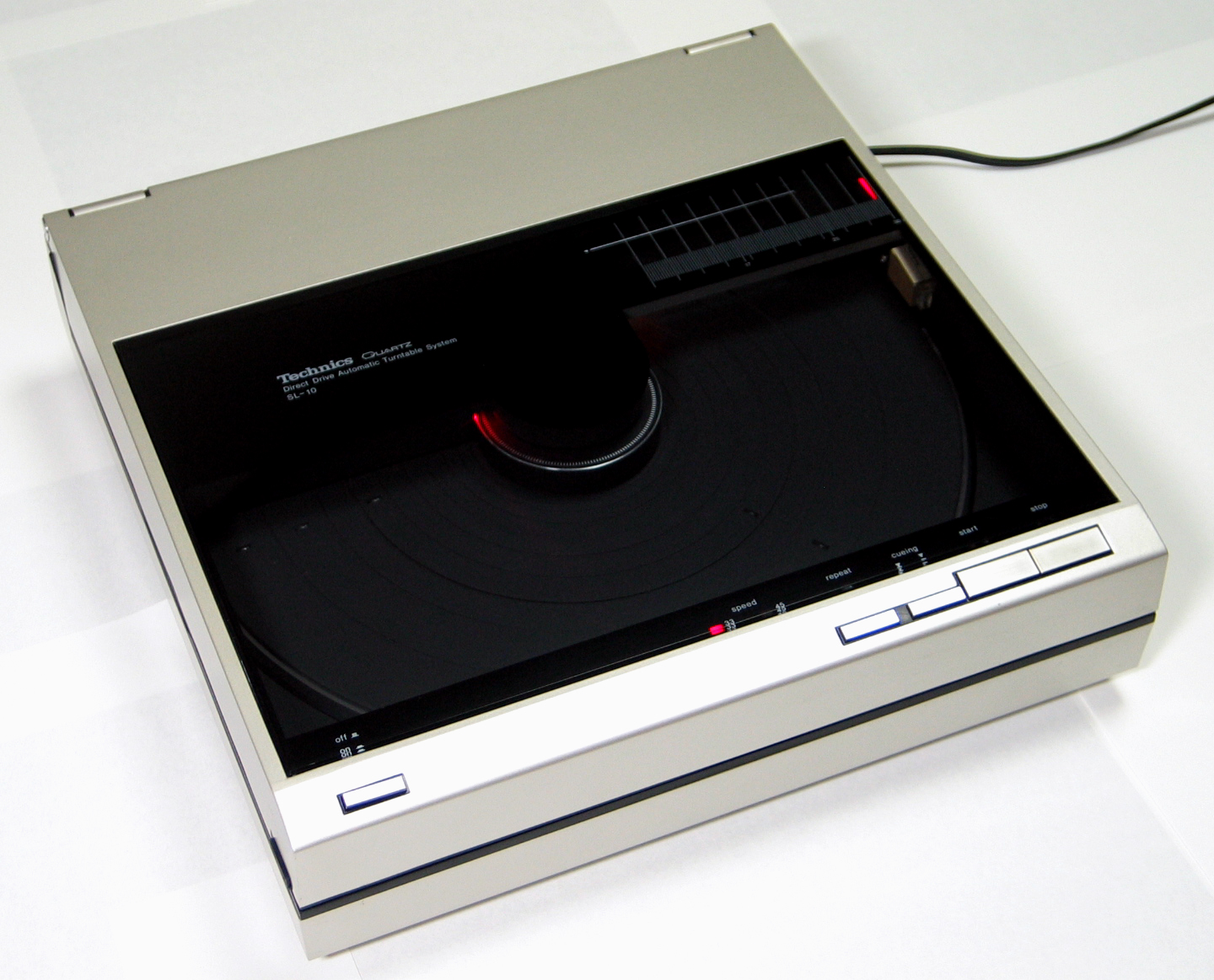
Plattenspieler Technics SL-10 mit Tangentialtonarm (1979)

Im Jahr 1965 wurde der Name erstmals für einen hochwertigen Kompaktlautsprecher (Technics 1) verwendet. Im Jahr 1970 stellte Matsushita mit dem Technics SP-10 das erste kommerzielle direktangetriebene Plattenspielerlaufwerk als Einbaugerät vor, das in ein Gehäuse oder in eine Studioumgebung einzubauen war. Ein geeigneter Tonarm musste separat erworben und montiert werden.
1973 entstand das Logo in der heutigen Form. In den folgenden Jahren wurde Technics als Marke überwiegend für Hifi-Geräte und elektronische Musikinstrumente benutzt, während der Markenname Panasonic für Unterhaltungselektronikprodukte der Audio-/Videotechnik von Videorekordern, Fernsehern bis hin zu portablen und Kleingeräten wie CD-Spielern, Radiorekordern, Radioweckern und ähnlichem verwendet wurde.
Mit Ausnahme des Discjockey-Equipments wurden ab 2002 alle Produkte, die bisher das Technics-Label trugen, mit der erwähnten Wort-Bild-Marke Panasonic versehen, um künftig alle Panasonic-Produkte unter einem gemeinsamen Namen zu vermarkten.

## Revival der Marke Technics

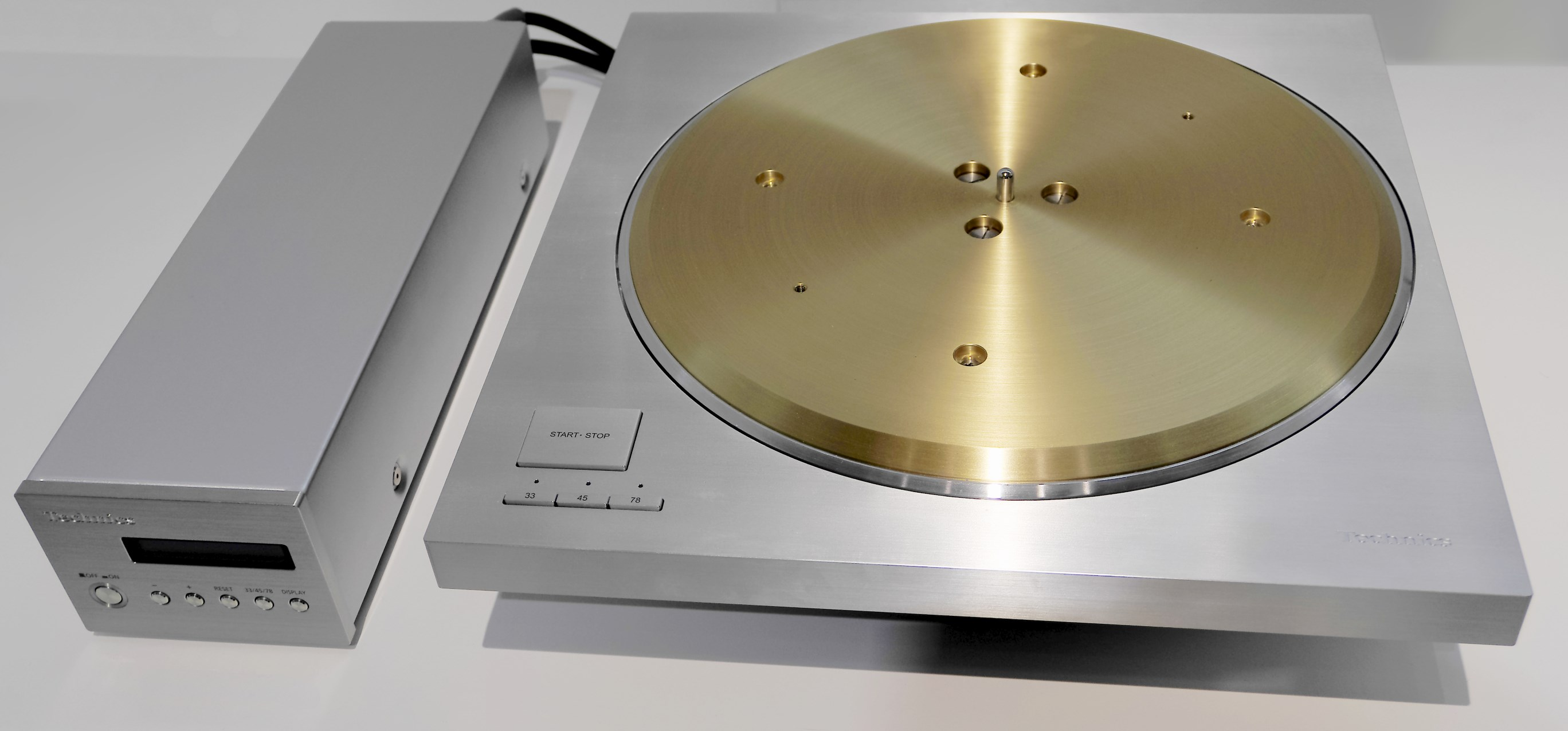
Weiterentwicklung des professionellen Drehtischs SP-10 (1969) für Schallplatten, der Technics SP-10R (2018)

Angesichts sinkender Absatzzahlen wurde die Marke Technics 2010 – geprägt von einer Wirtschaftskrise in vielen Industrieländern – eingestellt. Seit 2014 gibt es die Marke Technics wieder. Auf der Internationalen Funkausstellung (IFA) 2014 in Berlin stellte die Panasonic Corporation neue Geräte vor. Sie sind bei ausgewählten HiFi-Händlern in Deutschland und Österreich erhältlich.

## Übersicht bisheriger Erzeugnisse
Zur Produktpalette der Marke Technics zählten von 1970 bis 2002 
- Plattenspieler
- Vollverstärker
- Vorverstärker
- Endstufen
- Receiver
- Tuner
- Tonbandgeräte
- CD-Spieler
- Kassettendecks
- DAT-Rekorder
- DCC-Rekorder
- MD-Recorder
- Equalizer
- Mini-Anlagen
- Lautsprecher
- Kopfhörer
- Digitalpianos
- Keyboards
- Heimorgeln

### Plattenspieler SL-1200MK2

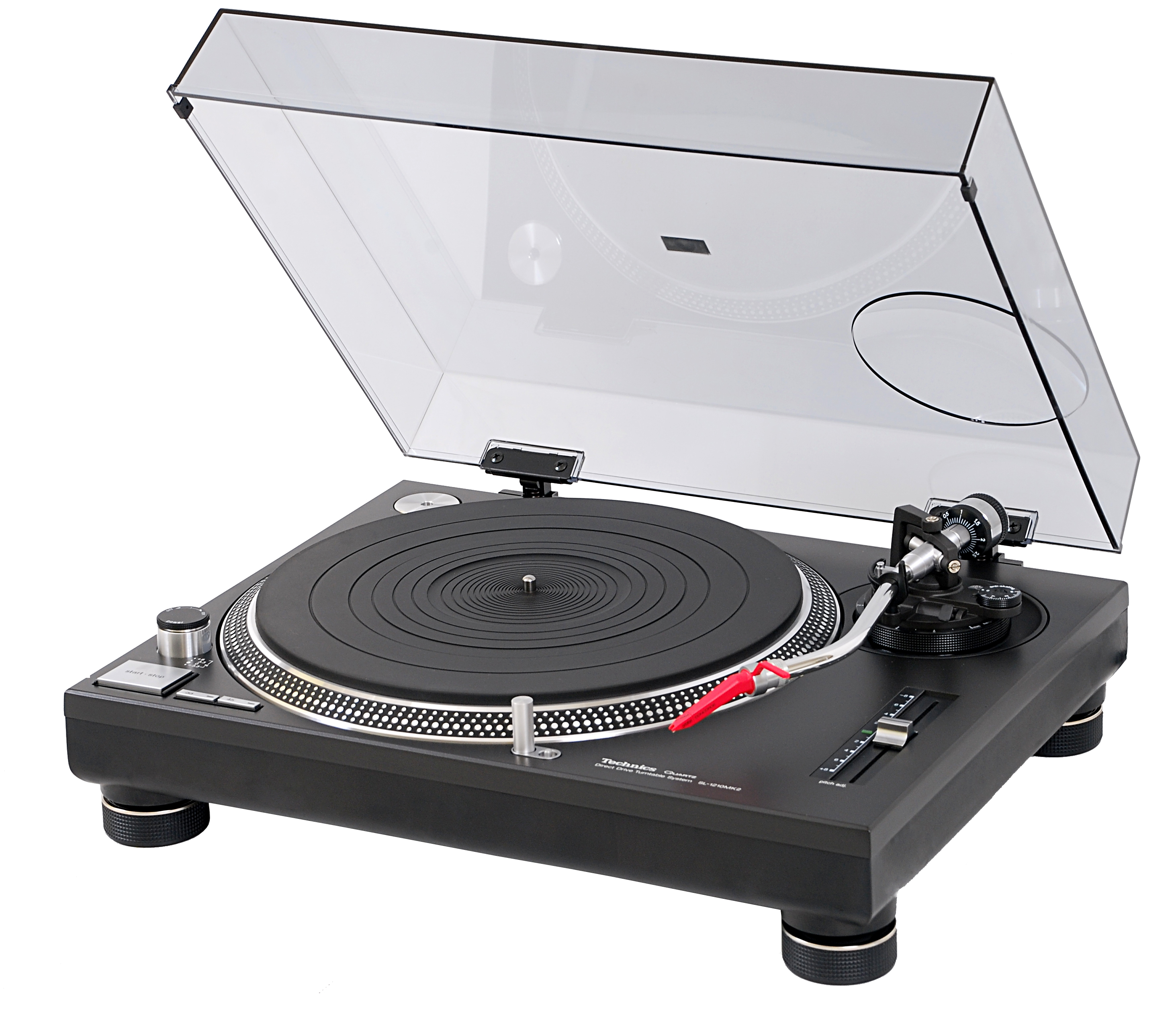
Plattenspieler Technics SL-1210 MK2 mit dem Ortofon-Tonabnehmer Concorde („Scratch“)

Bekannt geworden ist Technics mit den direkt angetriebenen Plattenspielern der SL-1xxx-Reihe; die bekanntesten Modelle waren oder sind der 1972 auf den Markt gekommene, manuell betriebene Technics SL-1200MK2 bzw. SL-1210MK2 und dessen Nachfolger M3D, MK5 und M5G. SL-1200 und SL-1210 unterscheiden sich lediglich in der Farbe.
Die Tonarmkonstruktion des Technics SL-1200MKx ermöglicht „integrierte“ Tonabnehmer, die ohne zeitaufwändige Justage direkt mittels Steckverbindung und Überwurfmutter nach dem SME-Standard auf das Tonarmrohr montiert werden können.
Legendär wurde der „1210er“ durch seinen patentierten quarzgesteuerten, innerhalb einer Viertelumdrehung auf Solldrehzahl beschleunigenden Direktantrieb – ein Alleinstellungsmerkmal gegenüber den anderen Modellen der SL-1xxx-Baureihe. Auch mehr als 20 Jahre nach der Einführung gilt das Laufwerk als der klassische Diskotheken-Plattenspieler, der daher lapidar mit den Worten: „Zu besichtigen in Ihrer Lieblings-Diskothek“ beworben wurde. Unter DJs wird er aufgrund seiner Typenbezeichnung auch einfach nur „Zwölfzehner“ genannt.
Ende Oktober 2010 gab Panasonic nach 38 Jahren das Ende der Produktion bekannt. Damit gilt das Gerät als das am längsten produzierte Produkt der Unterhaltungselektronik und wurde dafür in das Guinness-Buch der Rekorde eingetragen. Im Januar 2016 verkündete die Marke Technics zum 50. Jubiläum das Comeback des Technics SL-1200 G.

### CD-Spieler SL-DZ 1200
Mit dem Technics SL-DZ 1200 gibt es einen professionellen DJ-CD-Player im Angebot, der den berühmten Plattenspieler mit seiner Bezeichnung und seinem Design zitiert. Dieser erwies sich relativ bald als Flop. Der CD-Player hatte zur Markteinführung diverse Mängel und wurde in vielen Zeitschriften und diversen Internetforen verrissen. Zudem waren Funktionen wie die SD-Karte nur nutzbar in Verbindung mit Panasonic-Speicherkarten, -Lesegeräten und -Software.

### Musikinstrumente
Noch heute arbeiten viele Musiker mit den für ihre hervorragende Qualität, Verarbeitung und nicht zuletzt ihre Klangeigenschaften beliebten Instrumenten, ob es sich nun um E-Orgeln, Digital-Pianos, Digital-Ensembles oder Keyboards handelt. Als einer der ersten Hersteller weltweit rüstete Technics Keyboards mit Festplatten als Speichermedium aus.
Ein deutschlandweites Netz von Technics-Musikschulen kümmerte sich um den künstlerischen Nachwuchs.
Aus dem Keyboard-Markt zog sich Panasonic/Matsushita nach 2003 zurück, letztes Erzeugnis war das Technics SX-KN 7000, ein qualitativ hochwertiges Keyboard. Dies entschied der Konzern Panasonic/Matsushita und traf bei den Freunden dieser Instrumente auf großes Unverständnis. Der Vertrieb wurde bis auf den Support eingestellt.

#### Support
Der Service- und Ersatzteilsupport für Technics-Instrumente in Deutschland übernahm die Firma Panasonic Deutschland GmbH. Panasonic griff dabei auf das umfangreiche Werkstätten-Netz der ehemaligen Vertragswerkstätten für Technics-Produkte zurück.
Mittlerweile hat Panasonic den kompletten Support an das Unternehmen Keilitz aus Leipzig übergeben. Sämtliche Reparaturen von Technics-Musikinstrumenten werden nun von diesem Unternehmen ausgeführt.

## Galerie

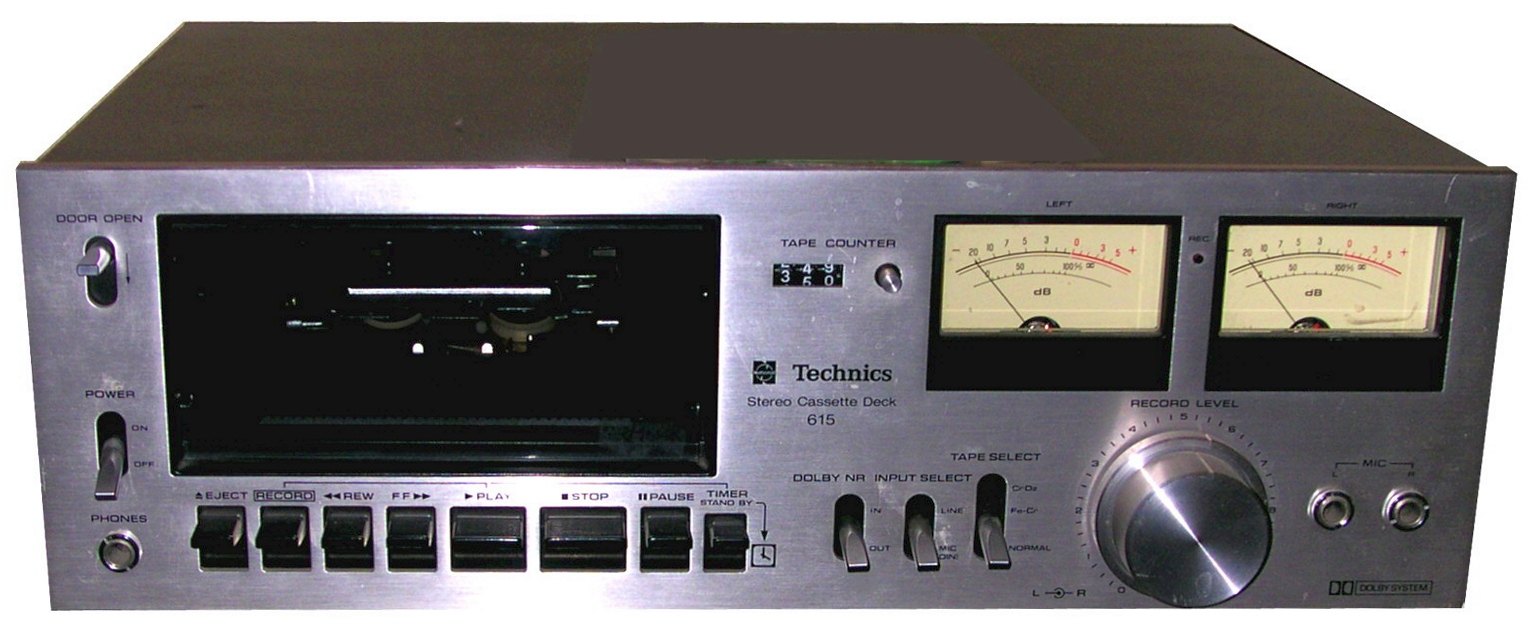
Kassettendeck Technics RS-615 1970er Jahre
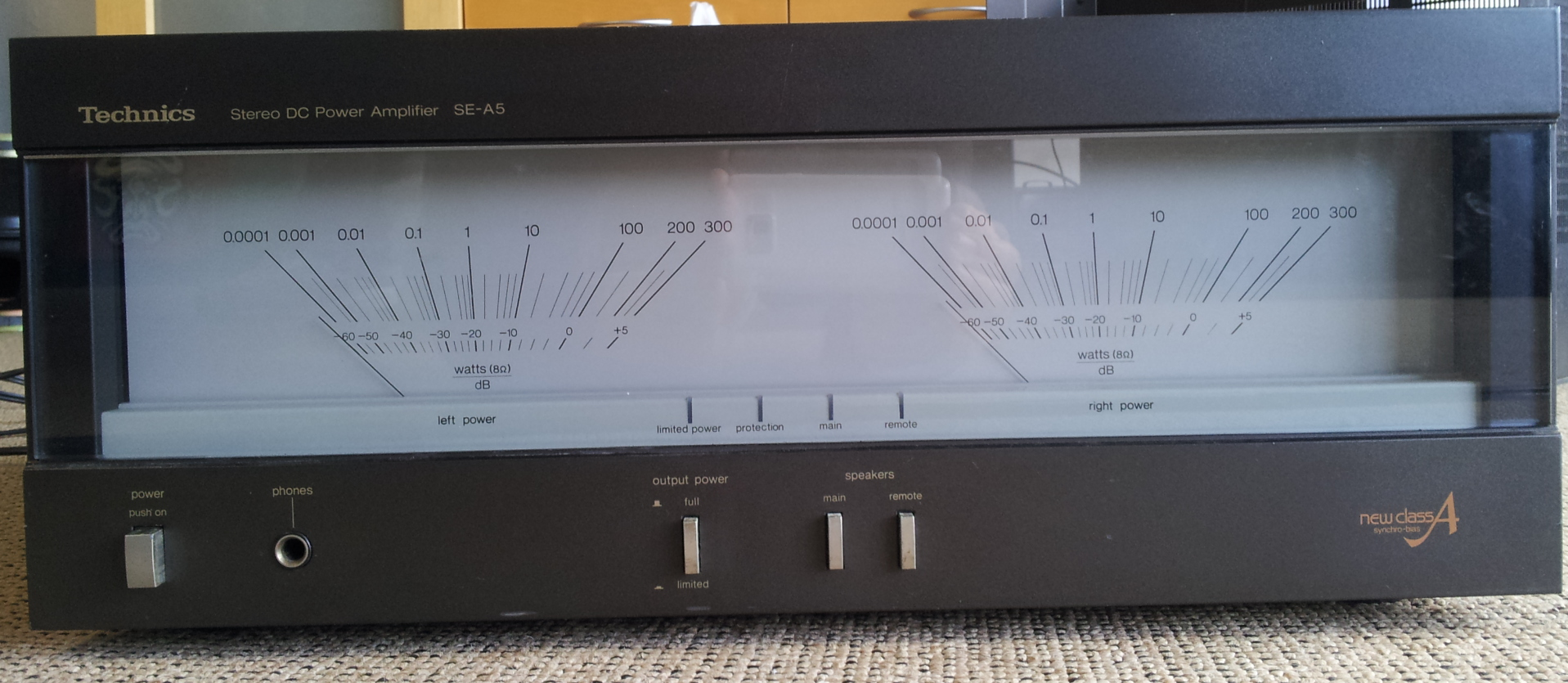
SE-A 5 Endverstärker ca. 1982
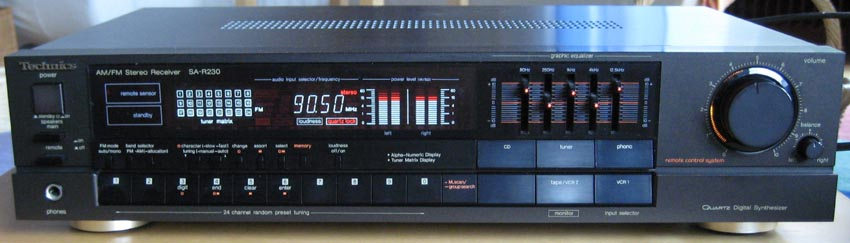
Receiver Technics SA-R230 von 1988
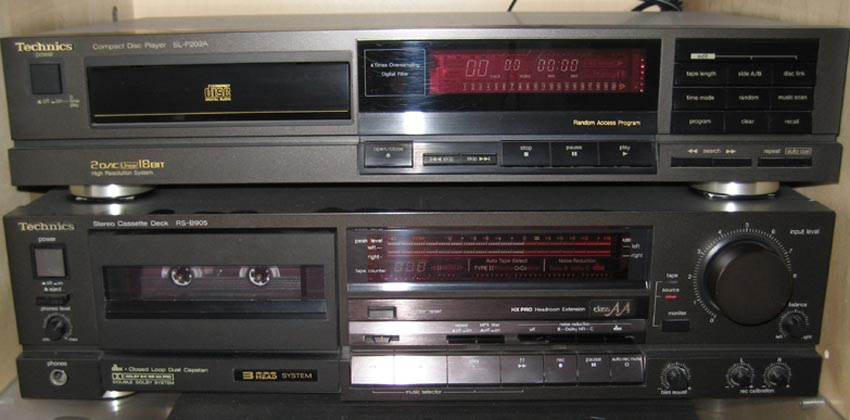
Kassettendeck und CD-Spieler von 1988
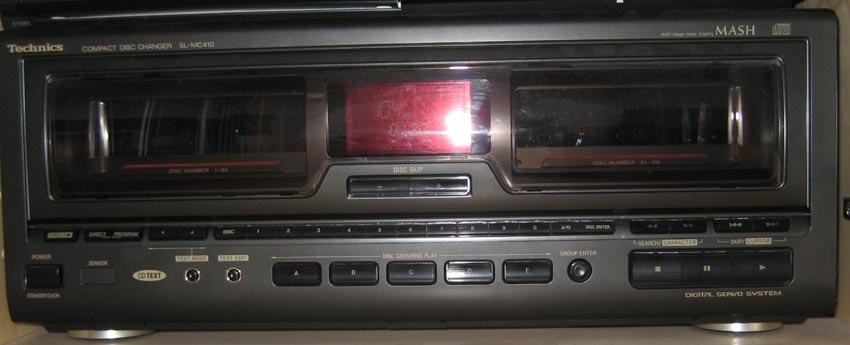
CD-Wechsler für 110 CDs, ca. 1995
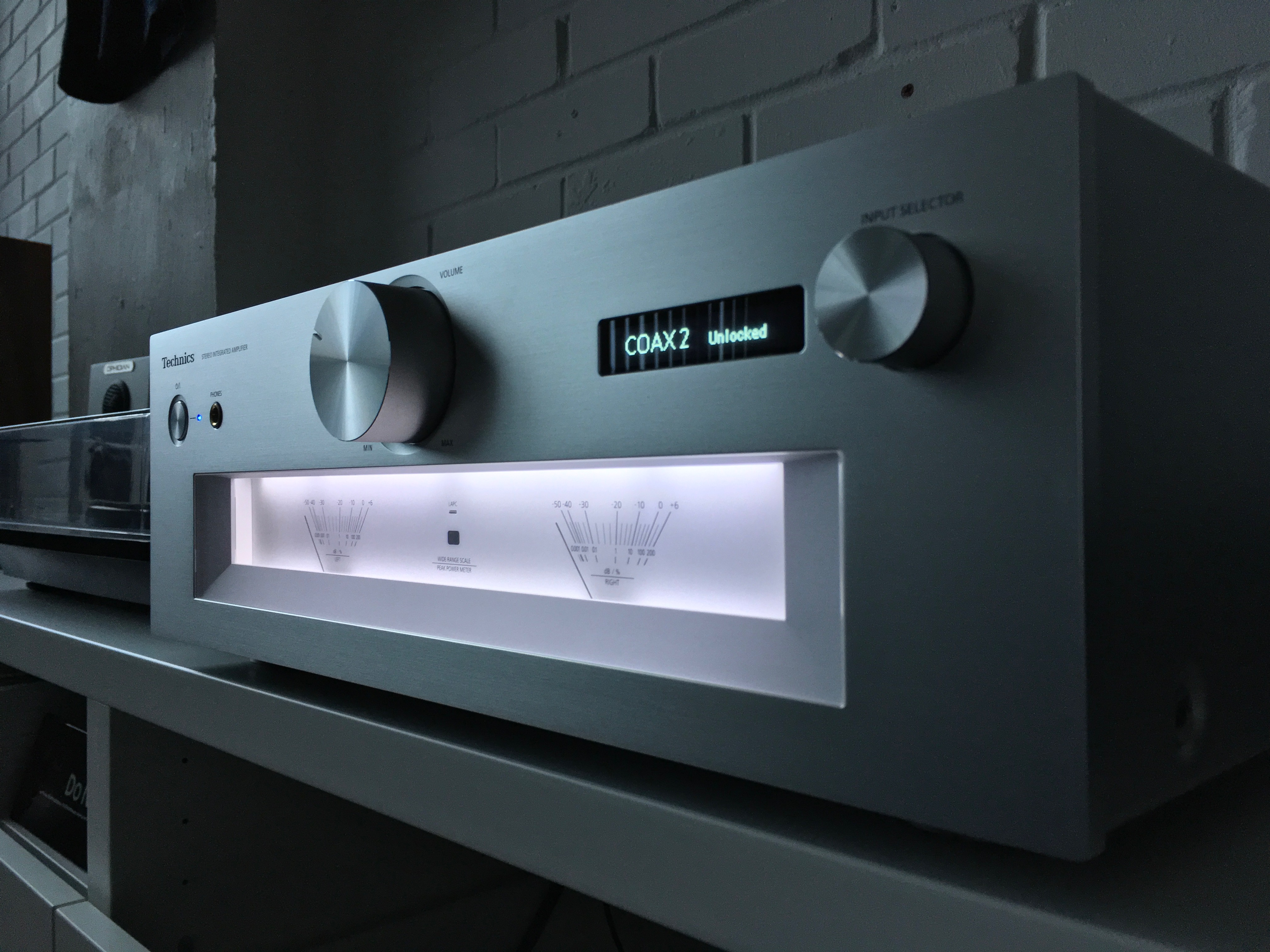
Digitalverstärker SU-G700 (etwa 2018)